# Radu Bărbulescu
Radu-Florian Bărbulescu (pseudonim R.-F. Barth; n. 27 ianuarie 1952, București, România – d. 18 aprilie 2013) a fost un jurnalist, prozator, poet, traducător și editor român care a activat  în München, Germania începând din 1981, când a emigrat din motive politice.
A studiat la liceul la București și politologie la Înalta Școală de Studii Politice, München (1986-1990).
Fost colaborator extern la Radio Europa Liberă (1983-1997).
Din 1981 și până în prezent i-au apărut, în Germania și România, 18 de volume de proză, politologie, publicistică, istorie, istorie a exilului literar românesc din Germania, traduceri din engleză (Ion Rațiu, David Funderburk) și 12 volume personale de poezie, plus volume și antologii de traduceri în germană din autorii George Astaloș, Gheorghe Istrate, Constanța Buzea, Amelia Stănescu, Bianca Marcovici, Luiza Carol, Ion Stiubea, Rhea Cristina, Clara Rotescu, Titu Popescu etc. și, din germană în română, poezie de Robert Stauffer, Ursula Haas, Ursula Heinze de Lorenzo, Carla Kraus, Oliver Friggieri, Giulio Bailetti etc. 
Peste 800 de articole și contribuții pe teme politice, culturale, literare în reviste și cotidiane din România, Germania, Statele Unite, India.
A editat revistele Observator (în limba română, din 1988) și Archenoah (în limba germană, din 1994). În Editura Radu Bărbulescu au apărut până în prezent 92 de titluri, scrise sau ilustrate de autori sau fotografi români, germani, arabi, evrei, italieni, maltezi, maghiari și ruși.
A fost membru al asociațiilor germane de scriitori VS și FDA, membru al Uniunii Scriitorilor din România (din 1995) și al societății germane "Oskar-Maria-Graf"-Gesellschaft. Din 1998 până la moarte a fost Președinte al Asociației Scriitorilor Români și Germani e. V. cu sediul la München.